# قرار مجلس الأمن التابع للأمم المتحدة رقم 979
قرار مجلس الأمن التابع للأمم المتحدة رقم 979، الذي تم اعتماده دون تصويت في 9 آذار / مارس 1995، بعد الإشارة إلى وفاة قاضي محكمة العدل الدولية روبرتو آغو في 24 شباط / فبراير 1995، قرر المجلس إجراء انتخابات لشغل المنصب الشاغر في محكمة العدل الدولية في 21 حزيران / يونيو 1995 بمجلس الأمن وفي اجتماع للجمعية العامة خلال دورتها التاسعة والأربعين.
آغو، قانوني إيطالي، كان عضوًا في المحكمة منذ عام 1979. وكان من المقرر أن تنتهي فترة ولايته في فبراير 1997.

## روابط خارجية
- نص القرار في undocs.org